# 弥曼鸟属
弥曼鸟属（学名：Meemannavis，意为“张弥曼的鸟”）是今鸟型类恐龙的一个属，化石发现于中国甘肃省早白垩世（阿普第期）的下沟组。属下包括单一物种博士弥曼鸟（Meemannavis ductrix），所知于包括一个完整的颅骨及颈椎和胸椎在内的部分骨骼。弥曼鸟正模标本的下颚及上颚尖无齿，但上颚更靠后的部分可能长有牙齿。

## 词源
属名“Meemannavis”组合中国古生物学家张弥曼的名字及拉丁语“avis”（意为“鸟”）。种名“ductrix”取自拉丁语“ductor”，意思是“领导者”，指张弥曼作为中国科学院古脊椎动物与古人类研究所首位女所长的地位。